# 1998년 MTV 무비 어워드
제7회 MTV 무비 & TV 어워드는 1998년 5월 30일에 열린 시상식이다.

## 수상 및 후보

### 최고의 영화상
- 타이타닉 - 제임스 카메론 수상
- 오스틴 파워 - 제로 - 제이 로치
- 페이스 오프 - 오우삼
- 굿 윌 헌팅 - 구스 반 산트
- 맨 인 블랙 - 베리 소넨필드

### 최고의 남자배우상
- 타이타닉 - 레오나르도 디카프리오 수상
- 굿 윌 헌팅 - 맷 데이먼
- 페이스 오프 - 니콜라스 케이지
- 재키 브라운 - 사무엘 L. 잭슨
- 페이스 오프 - 존 트라볼타

### 최고의 여자배우상
- 스크림 2 - 니브 캠벨 수상
- 쏘울 푸드 - 비비카 A. 폭스
- 내 남자친구의 결혼식 - 줄리아 로버츠
- 이보다 더 좋을 순 없다 - 헬렌 헌트
- 타이타닉 - 케이트 윈슬렛

### 주목할만한 배우상
- 부기 나이트 - 헤더 그레이엄 수상
- 내 남자친구의 결혼식 - 루퍼트 에버렛
- 나는 네가 지난 여름에 한 일을 알고 있다 - 사라 미셀 겔러
- 체이싱 아미 - 조이 로렌 아담스
- 셀레나 - 제니퍼 로페즈

### 최고의 키스상
- 웨딩 싱어 - 아담 샌들러 & 드류 베리모어 수상
- 체이싱 아미 - 조이 로렌 아담스
- 굿 윌 헌팅 - 맷 데이먼 & 미니 드라이버
- 타이타닉 - 레오나르도 디카프리오 & 케이트 윈슬렛
- 인 앤 아웃 - 케빈 클라인 & 톰 셀렉

### 최고의 싸움상
- 맨 인 블랙 - 윌 스미스 vs 바퀴벌레 수상
- 에어 포스 원 - 해리슨 포드 vs 게리 올드만
- 제5원소 - 밀라 요보비치
- 지 아이 제인 - 데미 무어 vs 비고 모텐슨
- 007 제18탄 - 네버 다이 - 양자경 vs 나쁜 놈들

### 최고의 악당상
- 오스틴 파워 - 제로 - 마이크 마이어스 수상
- 페이스 오프 - 니콜라스 케이지 & 존 트라볼타
- 에어 포스 원 - 게리 올드만
- 데블스 에드버킷 - 알 파치노
- 타이타닉 - 빌리 제인

### 최고의 코믹연기상
- 라이어 라이어 - 짐 캐리 수상
- 내 남자친구의 결혼식 - 루퍼트 에버렛
- 오스틴 파워 - 제로 - 마이크 마이어스
- 웨딩 싱어 - 아담 샌들러
- 맨 인 블랙 - 윌 스미스

### 최고의 콤비상
- 페이스 오프 - 니콜라스 케이지 & 존 트라볼타 수상
- 굿 윌 헌팅 - 맷 데이먼 & 벤 애플렉
- 타이타닉 - 레오나르도 디카프리오 & 케이트 윈슬렛
- 웨딩 싱어 - 아담 샌들러
- 맨 인 블랙 - 윌 스미스 & 토미 리 존스

### 최고의 액션장면
- 페이스 오프 수상
- 쥬라기 공원 2 - 잃어버린 세계
- 스타쉽 트루퍼스
- 타이타닉
- 007 제18탄 - 네버 다이

### 최고의 댄스장면
- 오스틴 파워 - 제로 - 마이크 마이어스 수상
- 인질 - 카메론 디아즈
- 로미와 미셀 - 리사 쿠드로, 미라 소르비노 & 알란 커밍
- 풀 몬티 - 풀 몬티 주연
- 부기 나이트 - 마크 월버그

### 최고의 음악상
- 맨 인 블랙 - 윌 스미스 수상
- 인질 - Beck: 'Deadweight'
- 쏘울 푸드 - 보이즈 투 맨: 'A Song For Mama'
- 파리의 늑대인간 - Bush: 'Mouth'
- 타이타닉 - 셀린 디옹: 'My Heart Will Go On'

### 신인 제작자상
- 풀 몬티 - Peter Cattaneo 수상

### 평생공로상
- 클린트 하워드 수상